# محمدرضا باجول
محمدرضا باجول (زادهٔ ۲ فروردین ۱۳۳۹) دوچرخه‌سوار اهل اصفهان، ایران است.
وی عضو تیم ایران در مسابقات المپیک تابستانی ۱۹۸۸ بود که در بخش مسابقه جاده انفرادی (استقامت جاده) شرکت کرد.